# Підлісся (Калуський район)
Підлі́сся — село Калуського району Івано-Франківської області. Входить до складу Дубівської сільської громади. 

## Історія
На карті фон Міга 1779-1783 рр. [Архівовано 15 січня 2020 у Wayback Machine.] село позначалось як «Слобода Дубська».
Івано-Франківська обласна Рада рішенням від 15 листопада 1995 року адміністративно відновила село Підлісся, взяла його на облік і підпорядкувала Дубівській сільській Раді.

## Населення

### Мова
Розподіл населення за рідною мовою за даними перепису 2001 року:
| Мова       | Кількість | Відсоток |
| ---------- | --------- | -------- |
| українська | 171       | 100%     |

## Пам'ятки природи
На північ від села розташоване заповідне урочище «Липівка-Дубшара».